# Nestor Colonia
Nestor Colonia (16 de fevereiro de 1992) é um halterofilista das Filipinas. Venceu o Campeonato Asiático de 2015 e ficou em terceiro lugar no arremesso no Mundial de 2015 e Campeonato Asiático de 2016. Se classificou para os Jogos Olímpicos de Verão de 2016. É treinado pelo seu tio Gregorio Colonia, que competiu nas Olimpíadas de 1988.